# قنصور نيبالي
قنصور نيبالي (الاسم العلمي:Colutea nepalensis) هي نوع نباتي يتبع جنس القنصور من فصيلة البقولية.